# Karlbergskanalen

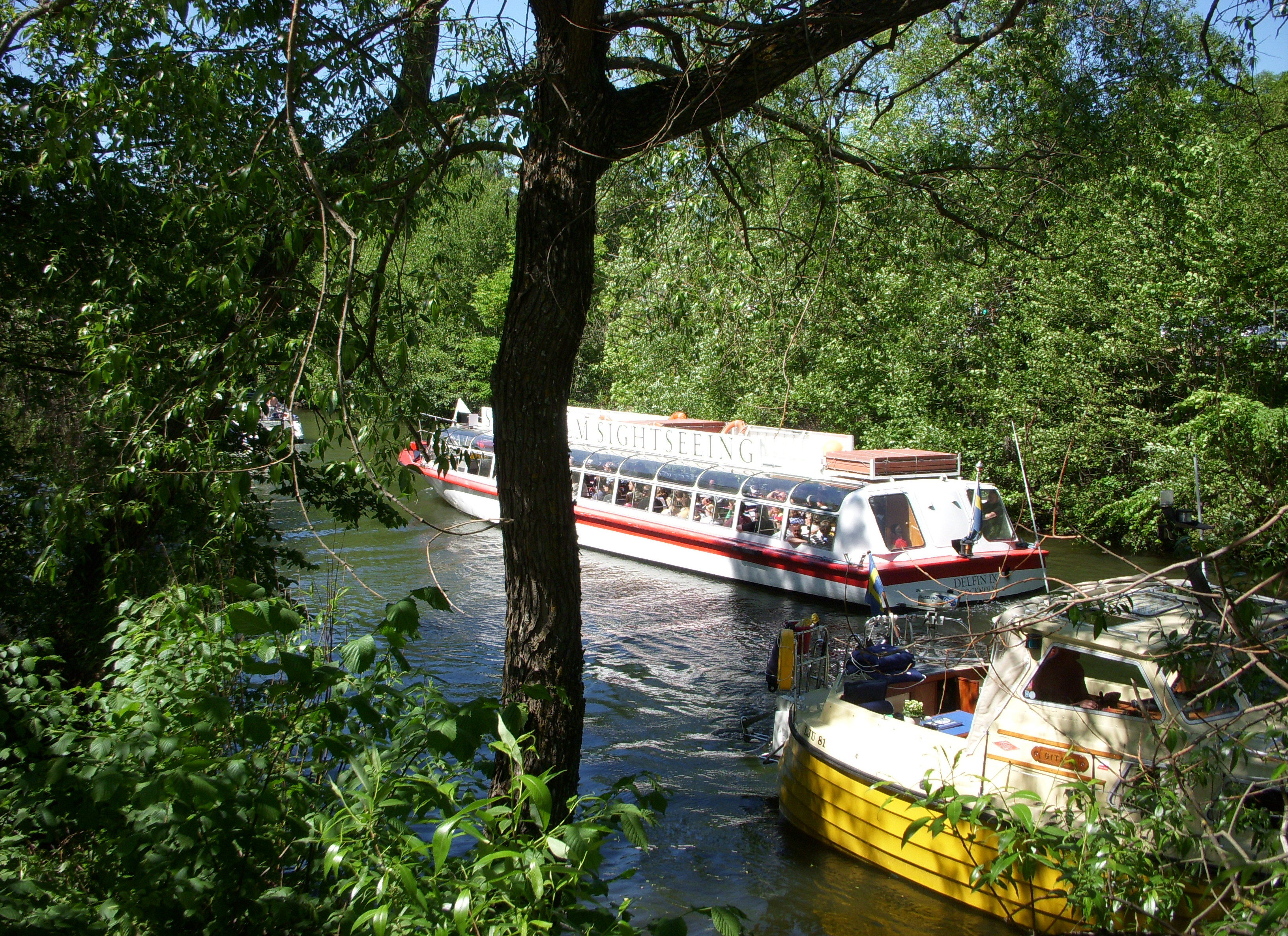
Trängsel på Karlbergskanalen, maj 2009.

Karlbergskanalen utgör den nordvästligaste delen av ett kanalliknande vattenområde mellan Stockholmstadsdelarna Kungsholmen, Vasastaden och Norrmalm, samt Solna kommun. Vattenområdet förbinder mälarfjärdarna Riddarfjärden (i söder) och Ulvsundasjön (i nordväst). Den del av vattenområdet som utgör själva Karlbergskanalen har en längd på ca 400 meter och utgör en del av gränsen mellan Stockholms och Solna kommuner.
Vattenområdet omfattar utöver Karlbergskanalen även Klara sjö,  Barnhusviken och Karlbergssjön. Vattenomsättningen är liten på grund av trånga förbindelser mot såväl Ulvsundasjön som Riddarfjärden.

## Historia
En vattenförbindelse mellan Karlbergssjön och Ulvsundasjön har alltid funnits, men genom landhöjningen har denna vattenkontakt blivit allt mindre. På kartan ur Swensche Plante Booken 1637 syns bara ett smalt vattendrag, medan Karlbergssjön och Barnhusviken är fortfarande en bred vik av Riddarfjärden. Sannolikt har man under alla tider försökt att hålla denna viktiga vattenväg till Ulvsundasjön farbar.

## Den nuvarande kanalen

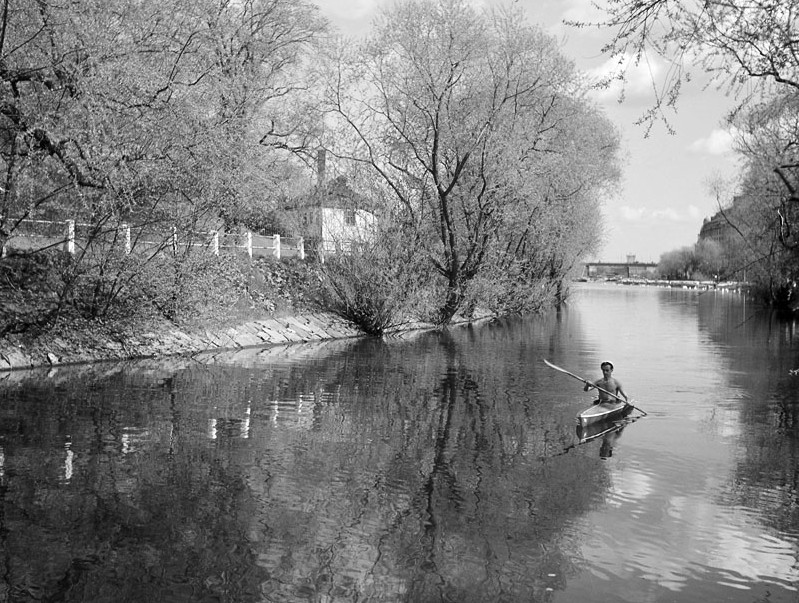
Karlbergskanalen på 1940-talet, vy mot Karlbergssjön. Foto: Lennart af Petersens.

Den nuvarande kanalen grävdes och muddrades mellan 1832 och 1833 till en kostnad av 9 400 riksdaler. Längden blev cirka 600 alnar och djupet 6 fot. Kanalen var främst avsedd för vedtransporter och passagen var avgiftsbelagd. Under 1840-talet muddrades fortsättningen av farleden fram till Riddarfjärden av Stockholms stad till samma djup som kanalen. Mellan 1863 och 1866 fördjupades hela farleden till 2,97 meters djup och 5,94 meters bottenbredd.
Trafiken i Karlbergskanalen har varit mycket livlig. Under många år gick reguljär passagerarbåttrafik mellan Gamla Stan (Riddarholmen) och Sundbyberg. En av hållplatserna var Karlbergs slott, en annan var en brygga strax bortom malmgården Mariedal. På Karlbergskanalen gick även pråmar med sand från Mälaröarna in till staden.
I mars 1909 ersattes den gamla  svängbron över Karlbergskanalen med en ny. Svängningen skedde med handkraft, med hjälp av en vanlig vevmekanism. Den nuvarande (fasta) bron, Ekelundsbron, byggdes på 1956 ett stycke väster om den tidigare.  Nära den plats där Karlbergskanalen mynnar ut i Ulvsundasjön korsas den av Essingeledens bro Karlbergsbron.
Längs kanalens norra strand finns byggnader och områden tillhörande Militärhögskolan Karlberg och på södra sidan ligger Karlbergs-Bro koloniförening som grundades år 1909.

## Kanalen genom årstiderna

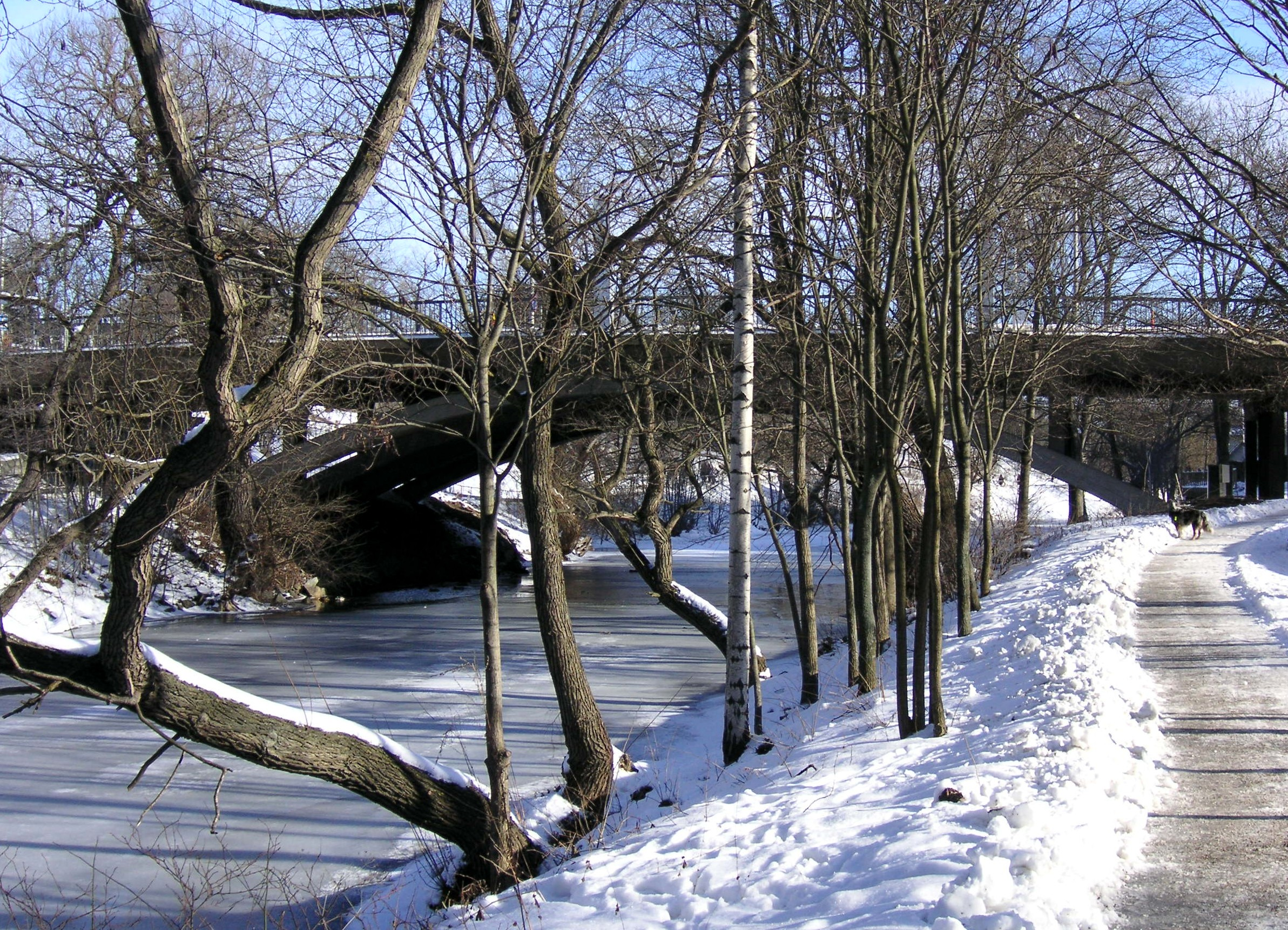
Vintern
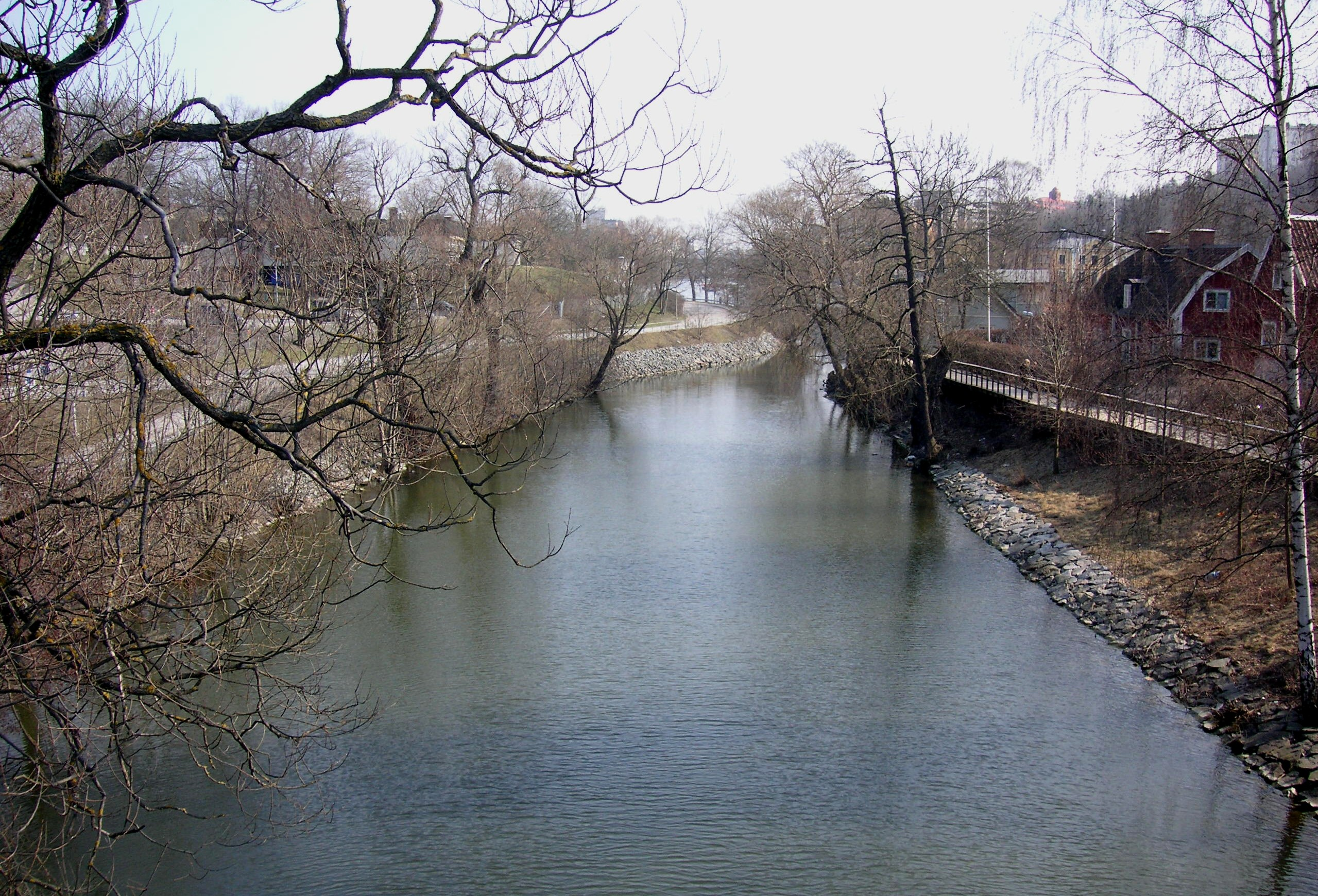
Våren (april)
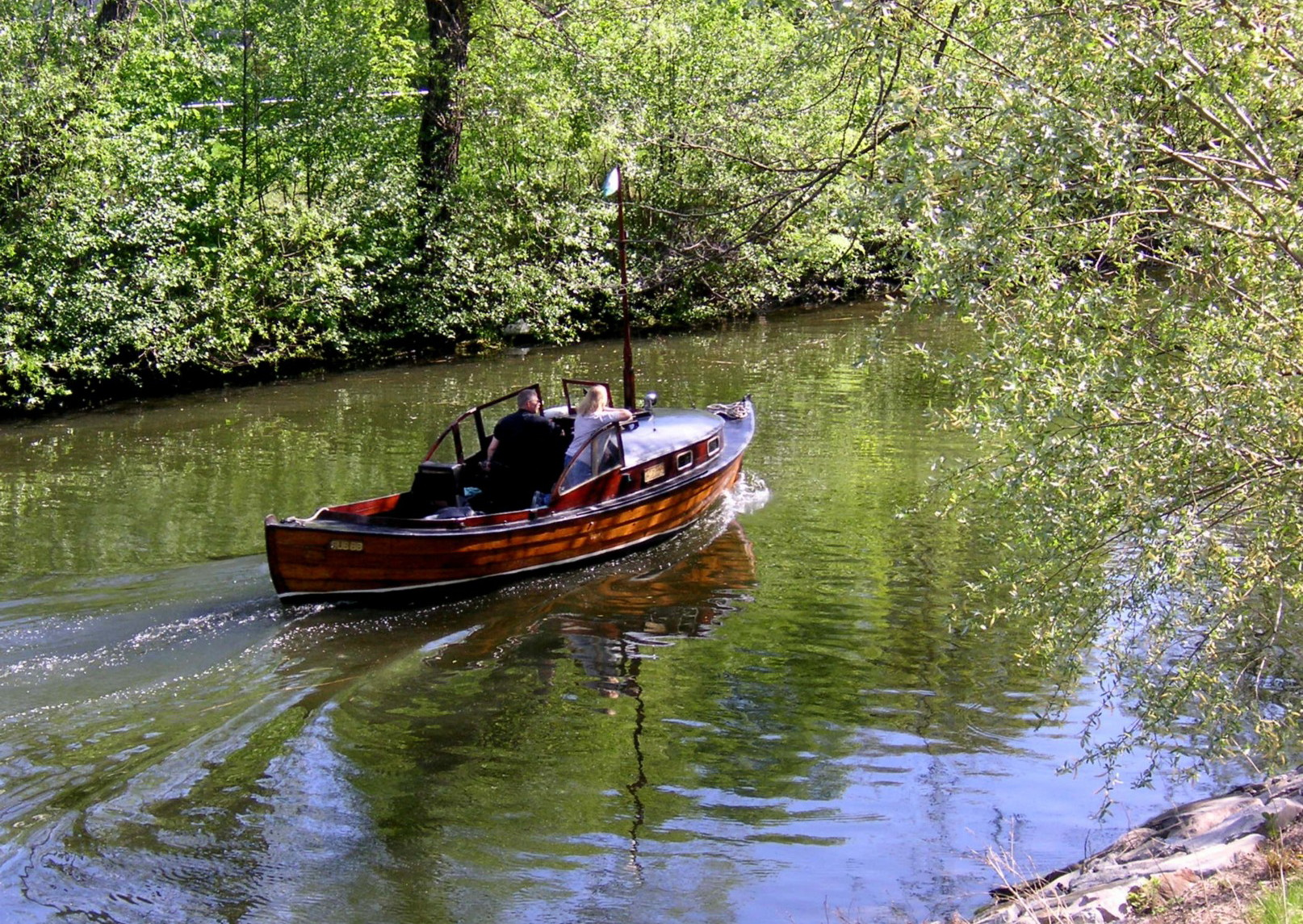
Våren (maj)
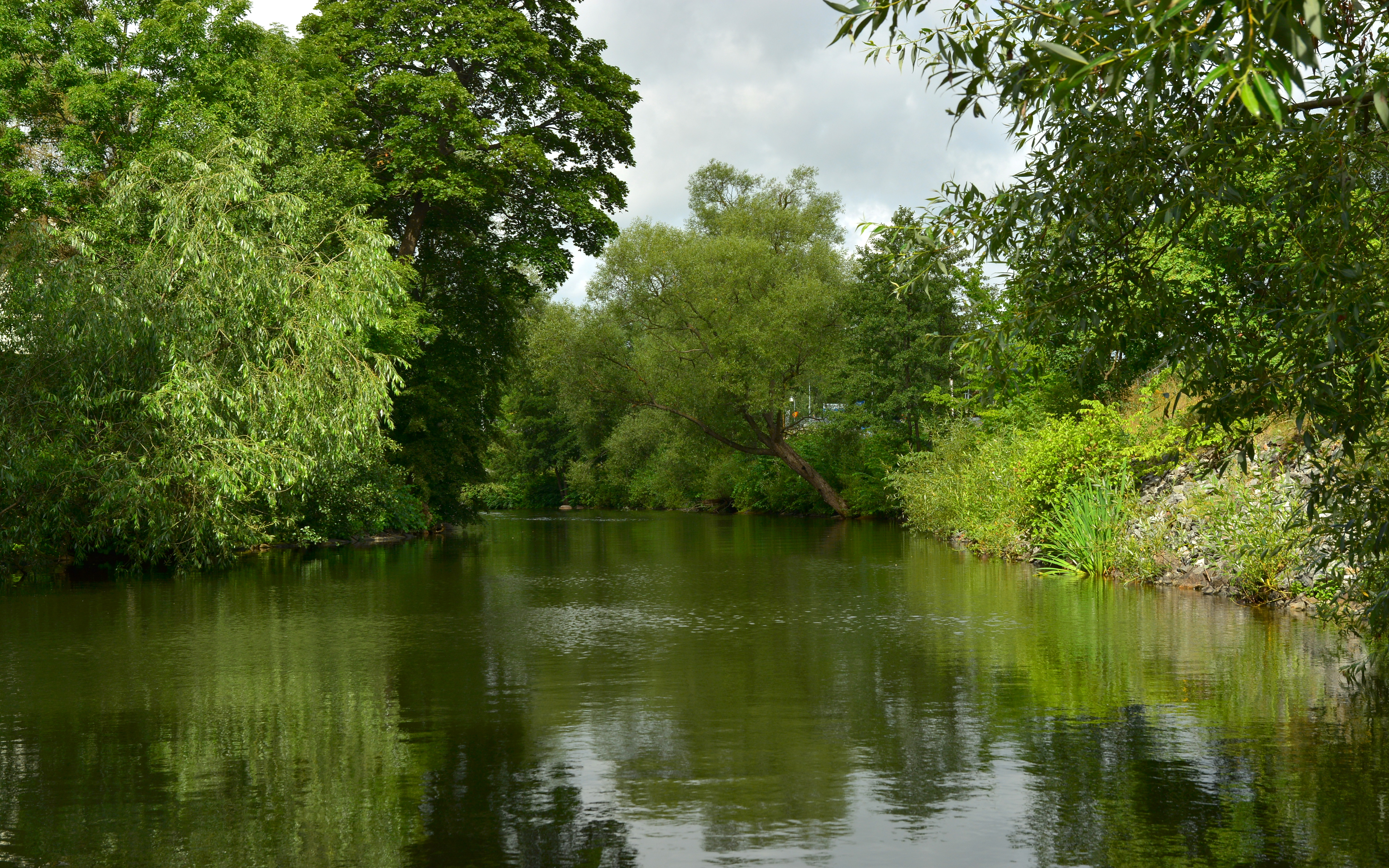
Sommaren
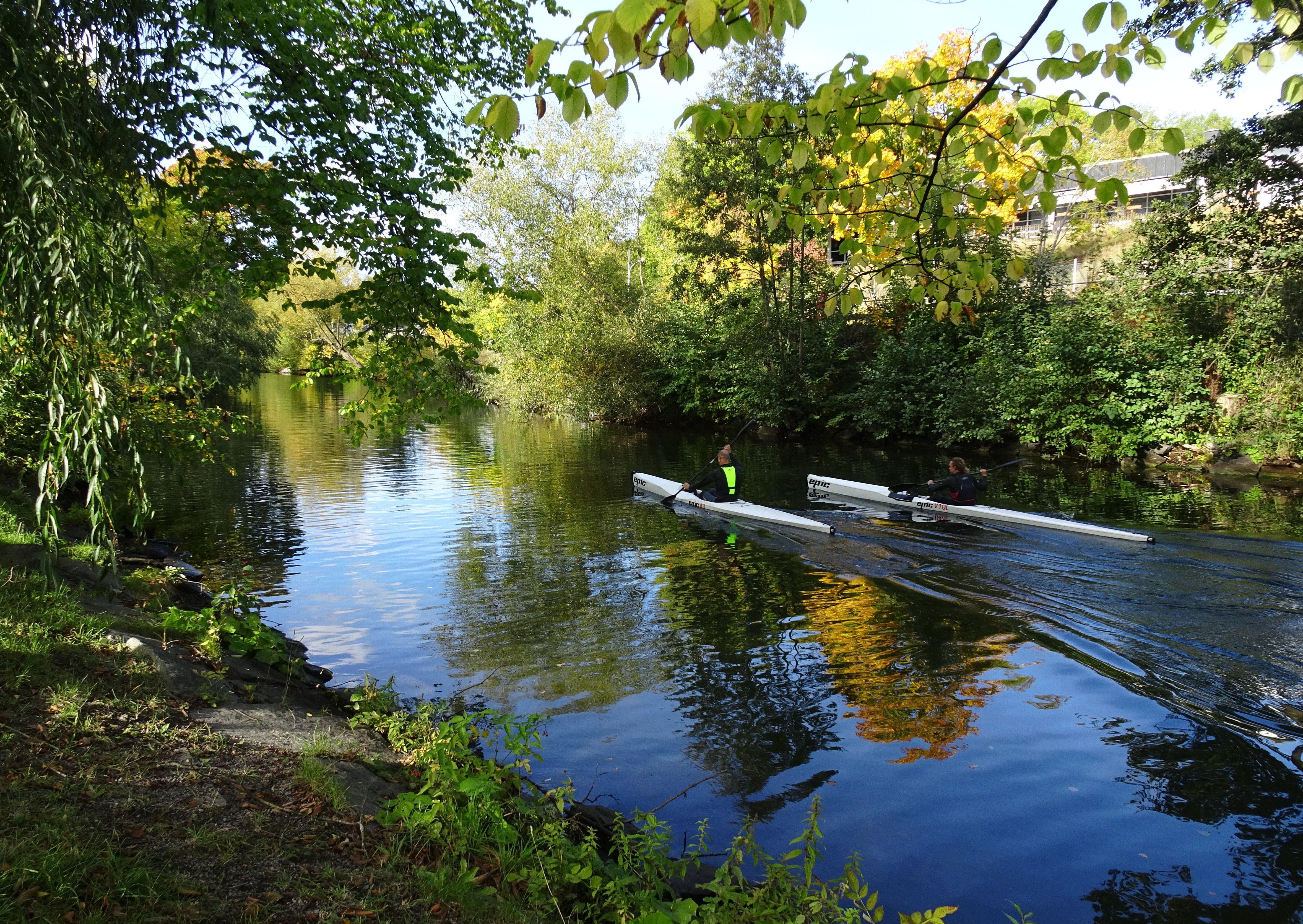
Hösten